# Roberto Machado
Roberto Cabral de Melo Machado, mais conhecido como Roberto Machado (Recife, 22 de abril de 1942 - Rio de Janeiro, 20 de maio de 2021) foi um filósofo e professor universitário brasileiro.

## Biografia
Politicamente ativo até o golpe militar de 1964, quando deixou o Brasil, Roberto Machado foi membro da Juventude Universitária Católica (JUC), no Recife. Também participou do Movimento de Educação de Base (MEB), trabalhando com camponeses da Zona da Mata Açucareira de Pernambuco. Foi também membro da Ação Popular, organização política de esquerda extraparlamentar criada a partir da defecções da JUC.
Concluiu o curso de filosofia na Universidade Católica de Pernambuco, em 1965. Seguiu de imediato para a Universidade de Louvain, na Bélgica, onde concluiu o mestrado em filosofia, entre 1965 e 1969 (dissertação:La démarche fondationnelle chez Husserl, 1969, sob orientação de Jean Ladrière). 
De volta ao Brasil em 1970, lecionou na Universidade Federal da Paraíba .
Entre 1973 e 1981, fez vários estágios no Collège de France, sob a orientação de Michel Foucault. Obteve seu doutorado pela Universidade de Louvain, em 1981 (tese: Science et savoir. La trajectoire de l'archéologie de Foucault, 1981, sob orientação de Jean Ladrière). Entre 1985 e 1986, realizou pesquisas de pós-doutorado na Universidade Paris VIII - Vincennes-Saint-Denis, com Gilles Deleuze. Traduziu para o  português diversos textos desses dois autores franceses. 
Foi professor da Pontifícia Universidade Católica do Rio de Janeiro (1971-1981) e da Universidade do Estado do Rio de Janeiro (1974-1979). Desde 1985 até se aposentar, em 2012, foi professor titular de filosofia no Instituto de Filosofia e Ciências Sociais da Universidade Federal do Rio de Janeiro.
Roberto Machado faleceu em 20 de maio de 2021, aos 79 anos, em consequência de complicações advindas de uma leucemia.